# Фердинанд, Лес
Ле́сли Фе́рдинанд (англ. Leslie Ferdinand; родился 8 декабря 1966 года в Лондоне), более известный как Лес Фе́рдинанд (англ. Les Ferdinand) — английский футболист, нападающий. Наиболее известен по своим выступлениям за английские клубы «Куинз Парк Рейнджерс», «Ньюкасл Юнайтед» и «Тоттенхэм Хотспур», а также за национальную сборную Англии. В сезоне 1995/96 был признан Игроком года по версии футболистов. Он стал первым футболистом, забившим голы за 6 разных клубов Премьер-лиги. В настоящее время проживает в Парк Стрит, Хартфордшир.
Лес является двоюродным братом футболистов Премьер-лиги Рио и Энтона, а его сын, Аарон, в настоящее время выступает за клуб «Харроу Бороу» из Истмийской лиги. Лесли известен под прозвищем сэр Лес, так как получил Орден Британской империи (MBE) в 2005 году, хотя официально титул члена Ордена Британской империи не даёт права называться «сэром».
5 ноября 2008 года Лес Фердинанд вошёл в тренерский состав клуба «Тоттенхэм Хотспур», где получил должность тренера по работе с нападающими.
3 февраля 2015 года был назначен исполняющим обязанности главного тренера «Куинз Парк Рейнджерс» в паре с Крисом Рэмси. До этого они вместе работали в клубе в качестве помощников Гарри Реднаппа. 4 февраля 2015 года был назначен спортивным директором команды

## Клубная карьера

### Ранние годы
Фердинанд начал свою карьеру в клубе из не-лиги, сначала в «АЕЛ» (кипрская команда KOPA в Англии), а затем в «Саутхолле», а позже в Хейс. Он был замечен «Куинз Парк Рейнджерс» и перешёл туда за 30 000 фунтов стерлингов.

### Куинз Парк Рейнджерс
Фердинанд дебютировал в чемпионате за «Обручей» 20 апреля 1987 года, в возрасте 20 лет, выйдя на замену при проигрыше 4-0 против «Ковентри Сити» на стадионе «Хайфилд Роуд» — это был первый из двух матчей первого сезона. Он продолжил задействоваться в основе в сезоне 1987/88, и был отдан в аренду и сыграл три игры в третьего дивизиона — «Брентфорд». В 1988 году он был отдан в аренду турецкому клубу «Бешикташ» в течение сезона, где забил 14 голов в 24 матчах.